# Agathia hilarata
Agathia hilarata är en fjärilsart som beskrevs av Achille Guenée 1858. Agathia hilarata ingår i släktet Agathia och familjen mätare. Inga underarter finns listade i Catalogue of Life.